# هارييت بيربانك روجرز
هارييت بيربانك روجرز (بالإنجليزية: Harriet Burbank Rogers)‏ هي مربية أمريكية، ولدت في 12 أبريل 1834 في North Billerica, Massachusetts ‏ في الولايات المتحدة، وتوفي بنفس المكان في 12 ديسمبر 1919.

## وصلات خارجية
- هارييت بيربانك روجرز على موقع الموسوعة البريطانية (الإنجليزية)